# Strijp (Eindhoven)
Strijp is een stadsdeel van de gemeente Eindhoven, in de Nederlandse provincie Noord-Brabant. Strijp was tot 1920 een zelfstandige gemeente. Op 1 januari 2023 telde het stadsdeel 39.230 inwoners, verdeeld over 19.250 woningen, op een oppervlakte van 29,3 km².
Strijp had, net als de andere stadsdelen, een stadsdeelkantoor. In het kader van de bezuinigingen van de gemeente Eindhoven zijn de stadsdeelkantoren voor veel zaken gesloten. De stadsdeelkantoren zijn samengevoegd tot één servicecentrum aan het Begijnhof in het stadsdeel Centrum. De bevoegdheden van de stadsdelen gaan veel minder ver dan in Amsterdam of Rotterdam, zo zijn er geen stadsdeelraden.

## Etymologie
De naam 'Strijp' kan evengoed 'streep' betekenen als 'rij' en heeft te maken met een reeks huizen of boerderijen.

## Geschiedenis
Van de middeleeuwse geschiedenis van Strijp is nauwelijks iets bekend. Pas in 1303 werd Strijp vermeld als Stripe in een oorkonde van Hertog Jan II van Brabant. In 2001 heeft men opgravingen verricht op de plaats van de oude dorpskern, en daarbij zijn onder meer zogenaamde boomstamputten gevonden, die uit de 8e eeuw dateren.
Ook vond men scherven die uit de 6e eeuw dateren. Van continue bewoning zal geen sprake zijn geweest, daar geen vondsten van het tijdvak 900-1225 werden aangetroffen. Nog oudere vondsten stammen uit de Romeinse tijd, omstreeks het jaar 200, de Bronstijd (1500 v.Chr) en het Mesolithicum (6000 v.Chr).

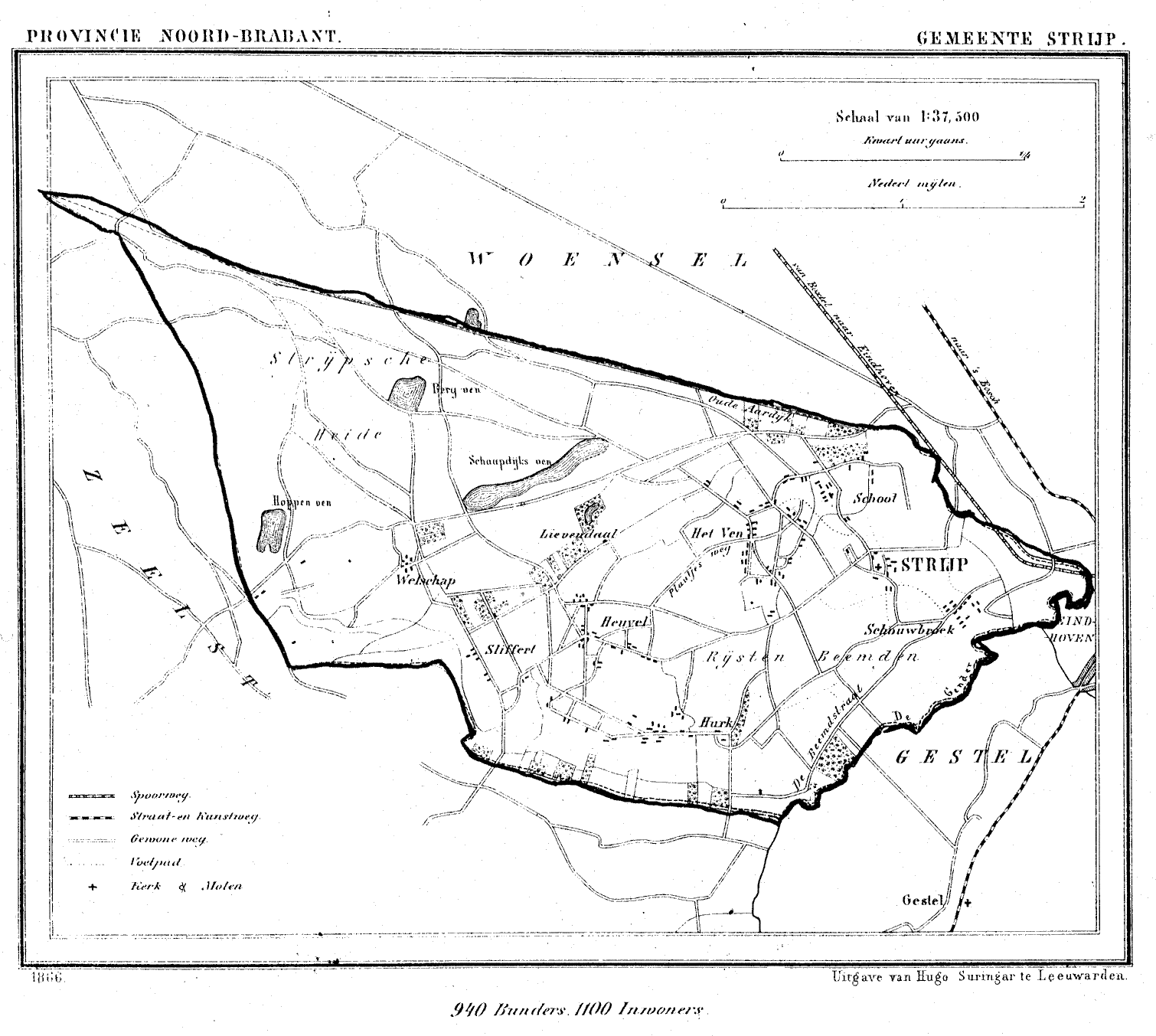
De gemeente Strijp in 1866

Gedurende de Middeleeuwen ontstond een agrarische nederzetting, waarvan de oppervlakte aan bouwland zich geleidelijk uitbreidde door ontginningen. Vanaf de 19e eeuw ontstonden er bedrijven, waarvan de trijpfabriek van Elias het bekendste is geweest. Vanaf 1918 breidde ook Philips zich uit, te beginnen met het complex Strijp-S. Er werden woonbuurten gebouwd, zoals Philipsdorp en Drents Dorp (zie ook: Geschiedenis van Eindhoven). Na de annexatie door Eindhoven in 1920 werd Strijp meer en meer in de stad Eindhoven geïntegreerd, maar het gebied in de omgeving van het Sint-Trudoplein ademt het karakter van een gewezen dorpscentrum. Nieuwe woonbuurten kwamen nog tot stand in de tweede helft van de 20e eeuw, zoals Lievendaal en Het Ven. Omstreeks 2000 begon men met de aanleg van Meerhoven, terwijl er ook grote bedrijventerreinen ontstonden. Ook de invloed van Eindhoven Airport is toegenomen.

### Kerkelijke geschiedenis
De oudste parochie van Strijp is de Sint-Trudo-parochie. Ze was oorspronkelijk verbonden met de abdij van Sint-Truiden. De oudste kerk was een gotisch gebouw, dat reeds vermeld werd in 1402. Ze is van 1648 tot 1798 in handen van de hervormden geweest. De katholieken kerkten toen in enkele schuurkerken.
In 1887 werd de latere Sint-Trudokerk ingewijd. Deze bevindt zich op honderd meter afstand van de oorspronkelijke kerk. De oude kerk werd gesloopt en waar de kerk en het kerkhof lagen werden huizen gebouwd.
De Sint-Trudokerk werd vergroot in 1932, ze brandde af in 1936, waarna ze werd herbouwd en daarbij vergroot en van een toren voorzien. In 1944 werd ze echter door bommen getroffen en pas in 1949 kon men tot herbouw overgaan. Het is een gemeentelijk monument.
De groei van Strijp ten gevolge van het aantrekken van mensen door Philips deed nieuwe parochies ontstaan, en wel:
- Antoniusparochie in 1919, met de Steentjeskerk.
- Theresiaparochie in 1926,
- Koenraadparochie in 1936,
- Maria Regina in 1954.

De vijf parochies werden, ten gevolge van bevolkingsafname en ontkerkelijking, in 1972 samengevoegd tot een enkele districtsparochie. De Steentjeskerk werd in hetzelfde jaar gesloten, gevolgd door de Koenraadkerk in 1979 en de Maria Reginakerk in 1981. In 2012, na een nieuwe herindeling van de parochies in Eindhoven werd ook de Theresiakerk gesloten.
Aangezien Meerhoven geografisch en historisch meer op Veldhoven is gericht dan op Eindhoven is Meerhoven onderdeel van de Veldhovense parochie Christus Koning.

## Bestuurlijke indeling
Strijp wordt ingedeeld in drie wijken en 22 buurten:
- Oud-Strijp
  - Philipsdorp
  - Schouwbroek
  - Schoot
  - Glaslaan (Strijp-S)
  - Eliasterrein, Vonderkwartier
  - Engelsbergen

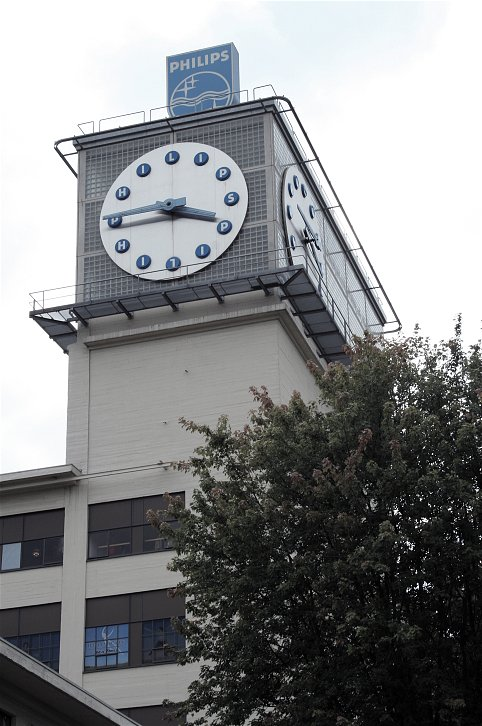
Het Klokgebouw (Strijp S)

Oud-Strijp wordt ook wel Strijp binnen de ring genoemd.

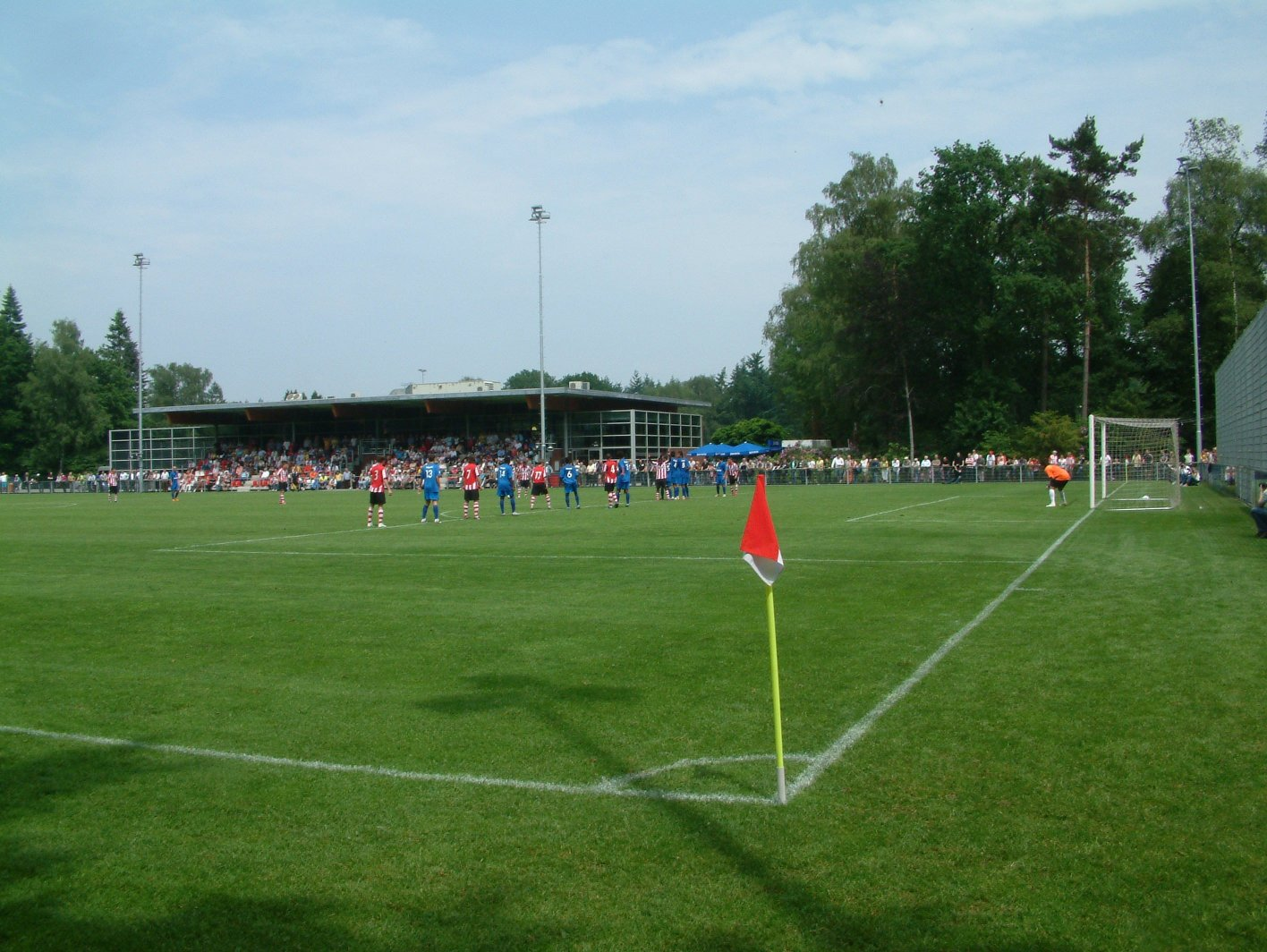
Het jeugdcomplex van PSV (de Herdgang)

- Halve Maan
  - Hurk
  - Het Ven
  - Lievendaal
  - Drents Dorp
  - Zwaanstraat
  - Wielewaal
  - Herdgang
  - Mispelhoef

- Meerhoven
  - BeA2
  - Meerbos
  - Grasrijk
  - Bos- en Zandrijk
  - Waterrijk
  - Park Forum
  - Flight Forum
  - Eindhoven Airport

## Bezienswaardigheden

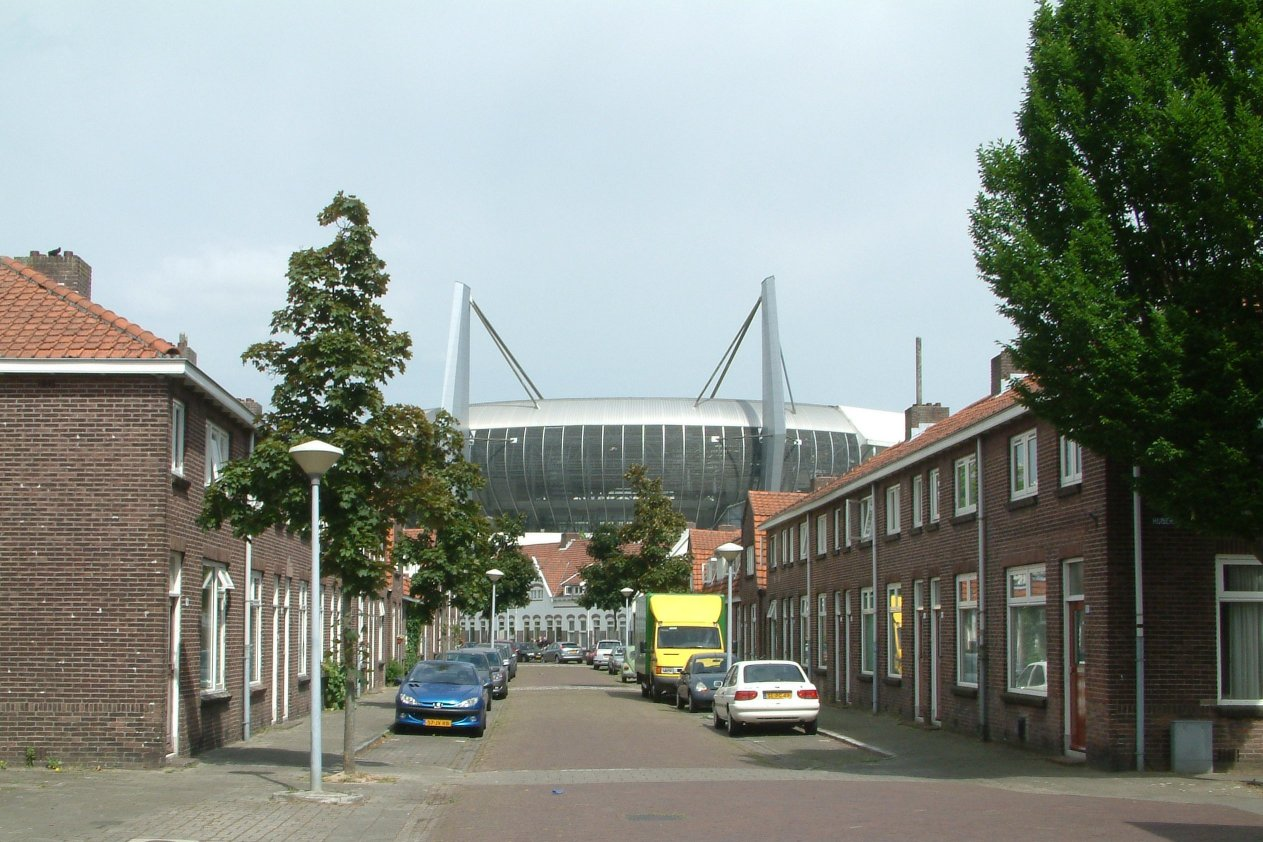
Philips Stadion in Strijp

- De Sint-Trudokerk is oorspronkelijk uit 1887, maar door de vele verbouwingen en herstellingen heeft ze een uiterlijk dat meer de situatie van 1936 weergeeft. Het is een gemeentelijk monument.
- De Theresiakerk uit 1928 staat aan het Sint-Theresiaplein. Deze fraaie bakstenen driebeukige kerk met een breed en licht middenschip, waardoor de gelovigen, meer dan bij een neogotische kerk, zich meer tezamen voelen en een vrij zicht op het altaar hebben. Het is een Rijksmonument en heeft schilderingen van Charles Eyck.
- De Steentjeskerk uit 1919, waarin het Museum Kempenland was gevestigd.
- De Protestante kerk aan de Schootsestraat is als Hervormde in gebruik genomen in 1930 en heeft een Flentrop-orgel uit 1934. Deze is in 1999 vervangen door een Van Vulpenorgel uit de Opstandingskerk in Stratum.
- De architectonische monumenten van het Philipscomplex Strijp-S.
- Het Evoluon.
- Het Philips Stadion.
- Het Philipsdorp is deels een beschermd stadsgezicht.

## Natuur en landschap

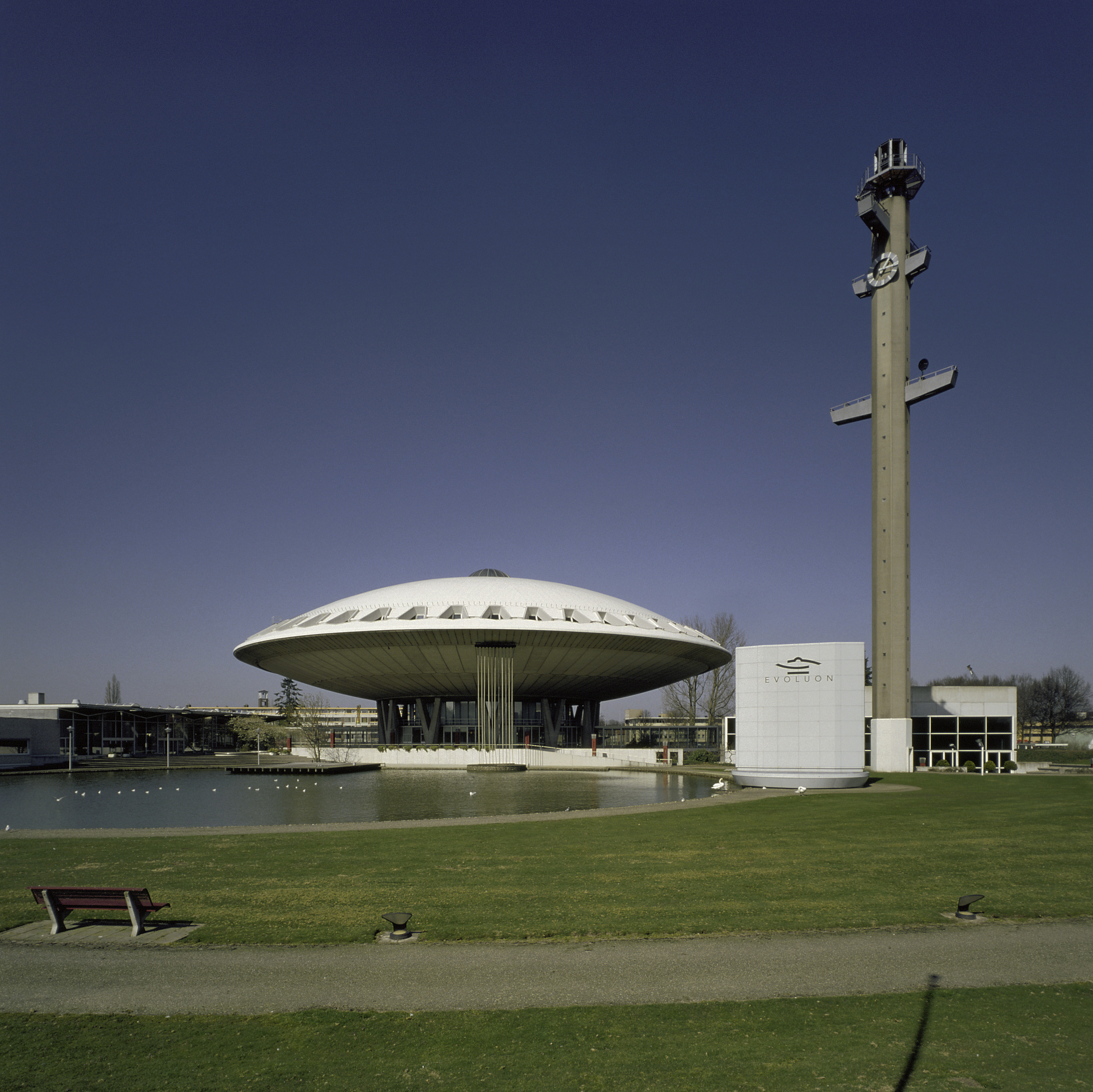
Evoluon 2009

Hoewel in 1944 de Gender nog meanderend langs de Elias-fabriek stroomde, is er niets meer van over dan een vijver. De rest is overkluisd. Eigenlijk is Strijp vrijwel geheel volgebouwd. Toch zijn er nog een paar mooie plekken:
- Het Beatrixkanaal heeft hier en daar fraaie oevers,
- Landgoed De Wielewaal (200 ha), waar het landhuis in 1934 werd gebouwd in opdracht van Frits Philips en zijn vrouw Sylvia. Na de dood van Frits Philips in 2005 werd het landgoed in 2007 verkocht aan de eigenaar van sokkengroothandel Bremtex, die er ging wonen. Het landgoed heeft een interessante planten- en paddenstoelengroei. Dit komt doordat er leem in de grond zit. Hierdoor zijn er ook vochtige stukken. Op het landgoed staan fraaie bomen. Het is echter niet vrij toegankelijk.
- Philips van Lenneppark. Dit is een park aan de rand van de woonwijk Lievendaal van ongeveer 20 ha, dat eind jaren 60 door de familie Philips van Lennep aan de bevolking werd geschonken ter gelegenheid van het 75-jarig bestaan van Philips. Het heeft een kiosk, een rosarium, een kinderboerderij, een heidetuin en een kruidentuin.
- Philips de Jongh Wandelpark. Dit 25 ha grote wandelpark werd in 1920 door Anton Philips aan de bevolking geschonken. Het is een park in landgoedstijl met fraaie beukenlanen en een rijke ondergroei. Hier bevindt zich leem in de grond. Vanouds was hier ook een kiosk. Omdat het park al oud is, zijn er fraaie volgroeide bomen te zien.

## Geboren in Strijp
- Elsken Joosten, alias Geuze Els, een protestants fenomeen in de Meierij van 's-Hertogenbosch (ca.1605-voor 1696).
- Huub van Velthoven (1896-1985), politicus
- Fia van Veenendaal-van Meggelen (1918-2005), politica (DS70)
- Coen Dillen (1926-1990), PSV-icoon en topscorer eredivisie

## Vermeldenswaardige feiten

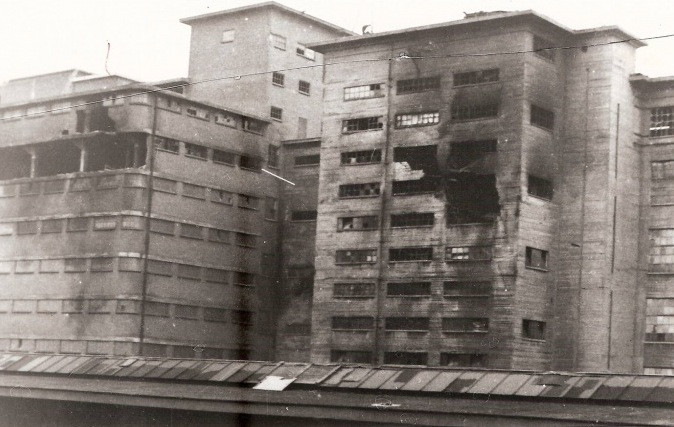
Schade door een Ventura vliegtuig dat in het gebouw crashte

- 6 december 1942: bombardement op het Philipscomplex Strijp II (het zogenaamde 'Sinterklaasbombardement').

## Nabijgelegen kernen
Eindhoven, Woensel, Acht, Zeelst, Gestel

## Plaatsen met dezelfde naam
De naam 'Strijp' komt meer voor in Nederland. In de Brabantse gemeente Heeze-Leende ligt een buurtschap genaamd Leenderstrijp, wat vaak afgekort wordt tot Strijp. Leenderstrijp hoort bij het dorp Leende. In de Brabantse gemeente Laarbeek ligt een buurtschap genaamd Strijp, in het dorp Aarle-Rixtel. In de Zuid-Hollandse gemeente Rijswijk ligt ook een buurtschap die Strijp heet.

## Foto's

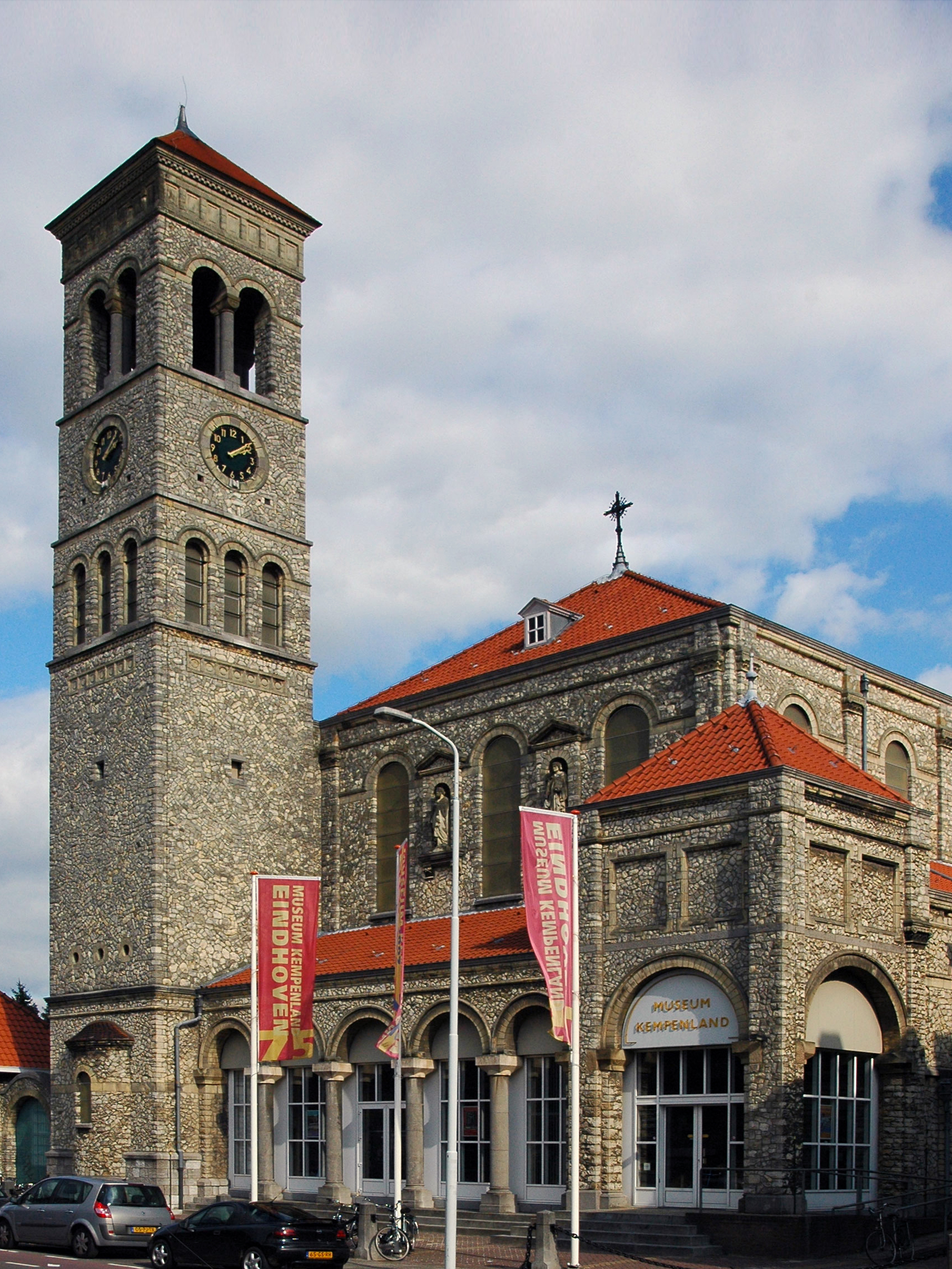
De Steentjeskerk (Philipsdorp)
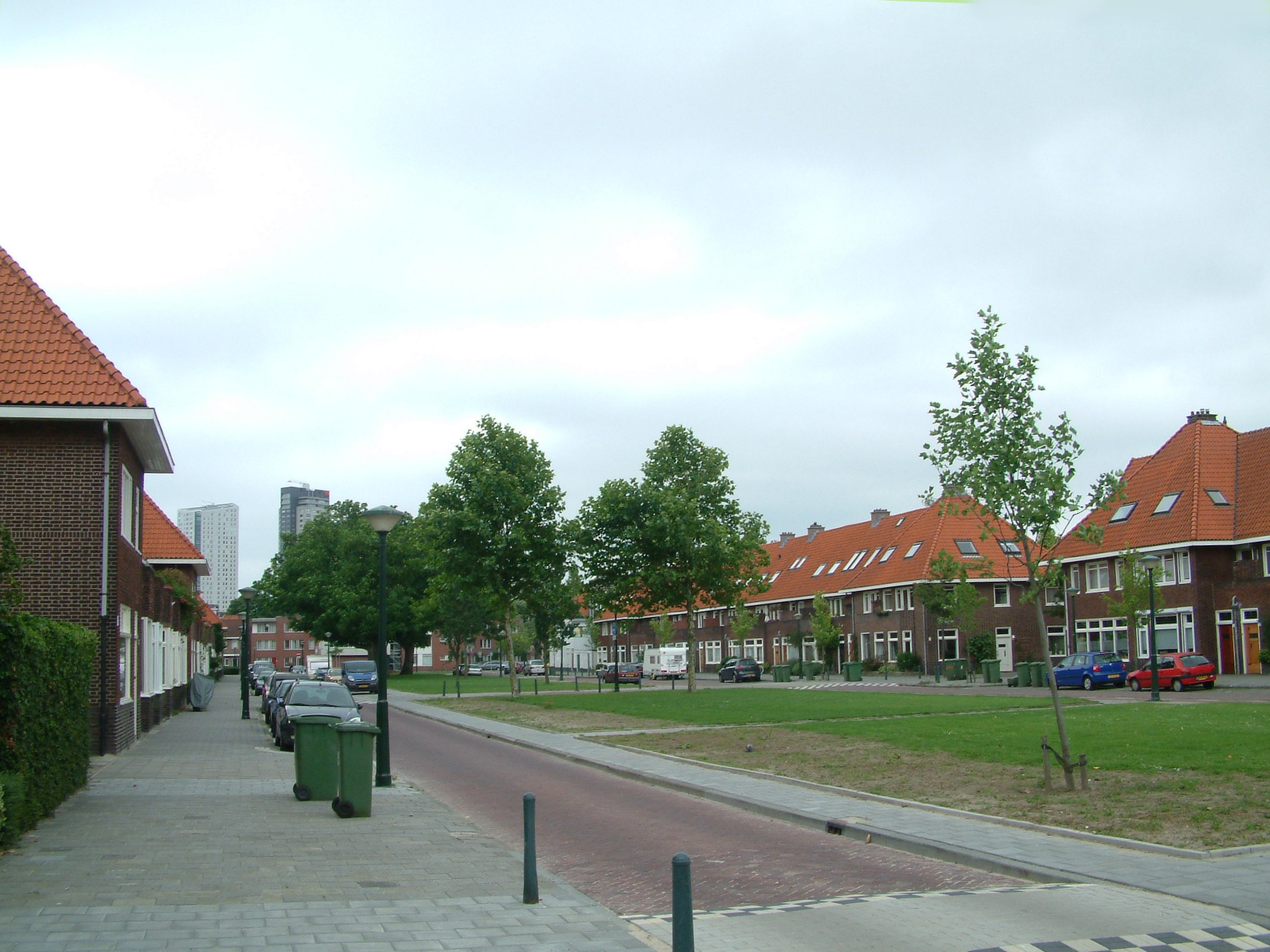
Frederika van Pruisenweg (Vonderkwartier)
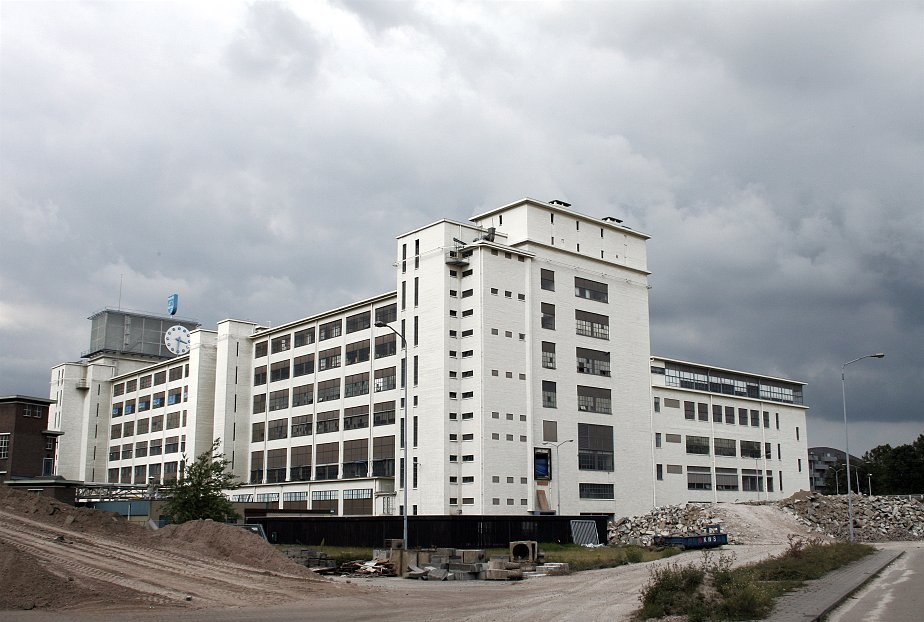
Philitefabriek / Klokgebouw (Strijp S)
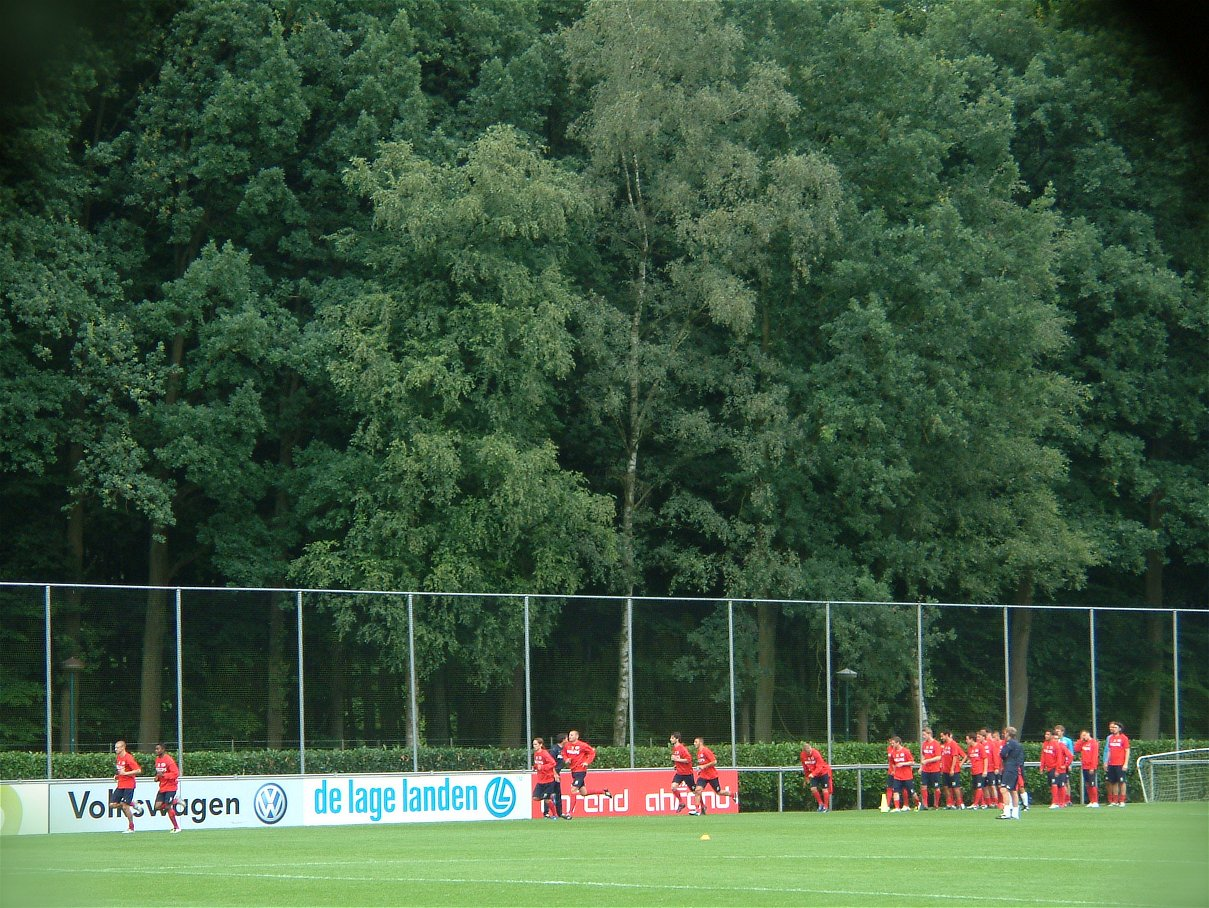
PSV traint op de Herdgang (Herdgang)
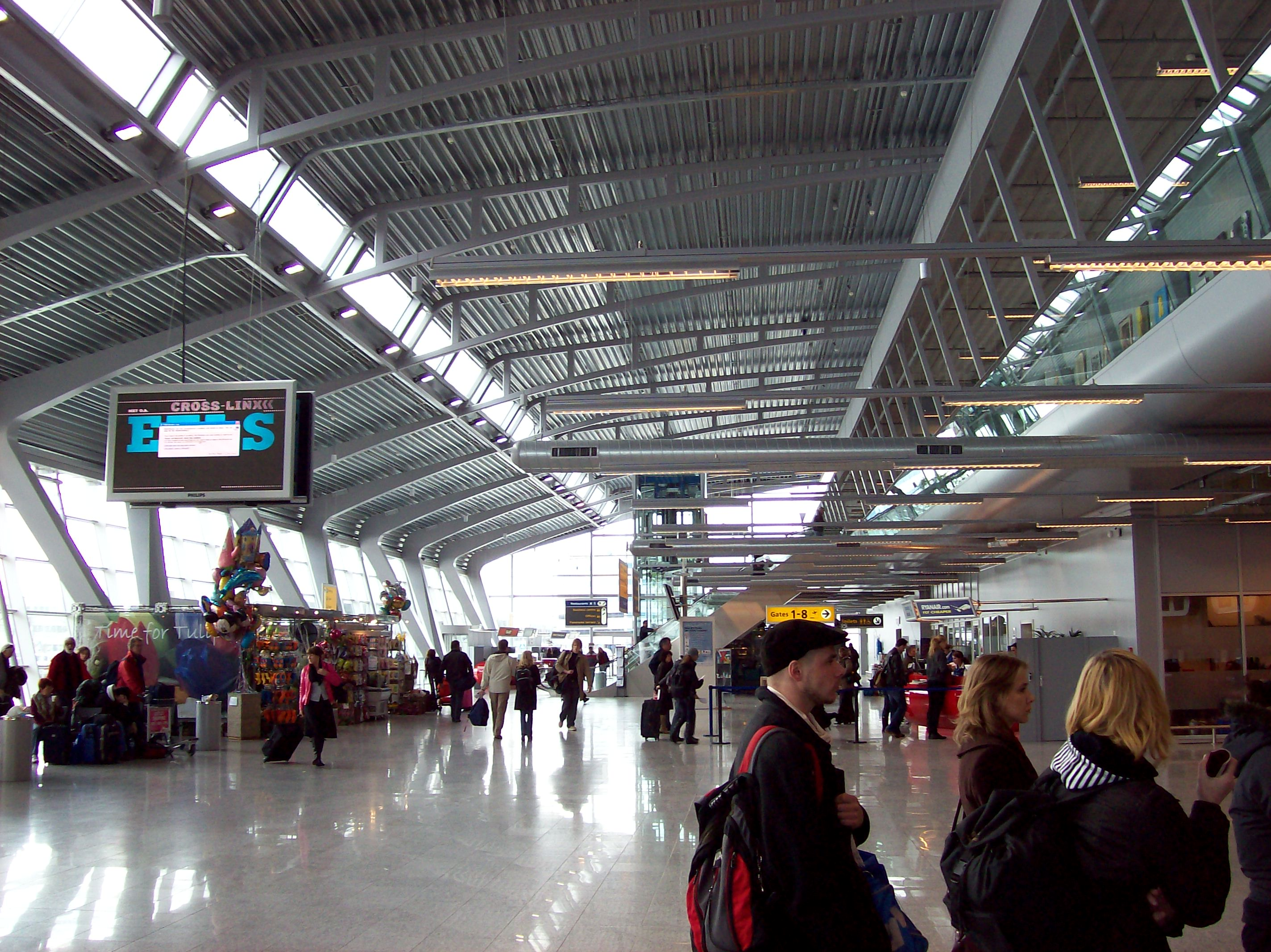
Vertrekhal (Eindhoven Airport)
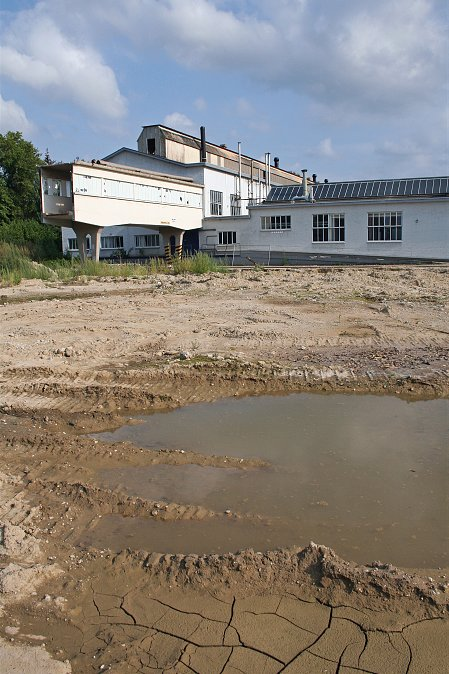
Strijp-R (Zwaanstraat)
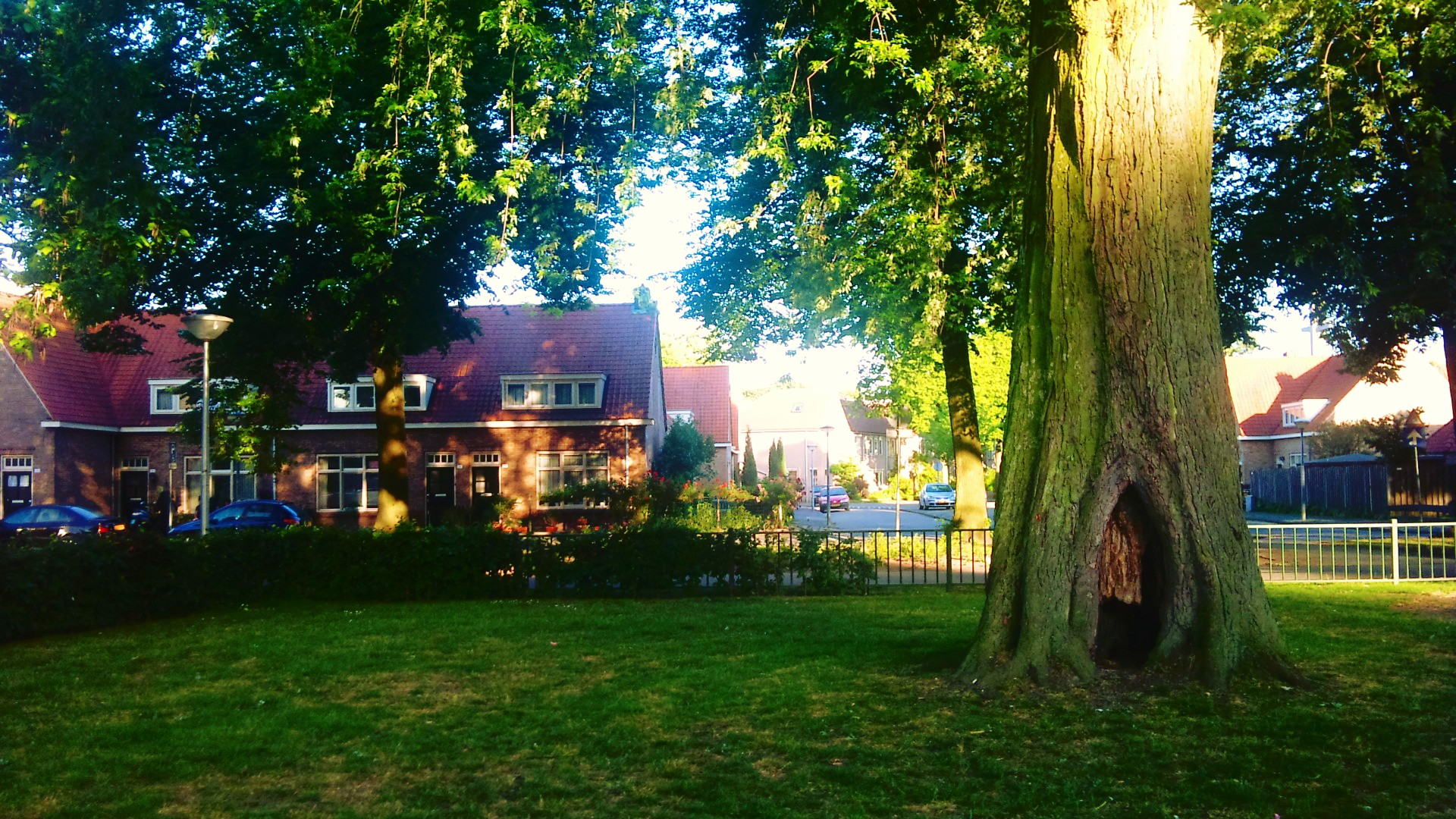
Gelderlandplein